# Bradysia melaina
Bradysia melaina är en tvåvingeart som beskrevs av Werner Mohrig och Nina Krivosheina 1989. Bradysia melaina ingår i släktet Bradysia och familjen sorgmyggor. Inga underarter finns listade i Catalogue of Life.